# Rysslands historia
Rysslands historia präglas i stor utsträckning av dess geografi, främst med avseende till dess storlek, som gett upphov till stora avstånd, och även dess till stor del ogynnsamma klimat. Huvuddelen av den ryska historien behandlar europeiska Ryssland, inte de centralasiatiska (som numera är självständiga) och främst sibiriska områdena och folken som först med början på 1600-talet formellt ingick i det ryska riket.

## Äldre historia
De allra äldsta kända bosättningarna i Europeiska Ryssland har återfunnits i landets södra delar, då från tidig paleolitikum. Från senare delar av paleolitikum har boplatser hittats i fler delar av europeiska Ryssland, där en känd fyndplats är Sungir utanför staden Vladimir.  I östra och nordöstra Ryssland levde sannolikt tidigt finsk-ugriska jägarfolk, men mycket lite är känt om detta.  
Grekerna kallade alla folk som levde i området för skyter. Skyterna var ett iranskt, nomadiskt folkslag. I stort sett alla folk i östra Europa gick dock under den benämningen, och det är därför oklart om det redan då ingick slaviska folk bland befolkningen. 
Många folk avlöste varandra på stäpperna norr om Kaukasus och Kaspiska havet. En stor del av invandringen till den europeiska kontinenten kom den vägen. Under perioden mellan första århundradet f.Kr. till cirka 900 e.Kr. invaderade eller passerade goter eller andra germanska folk, hunner, avarer och ungrare genom området, framför allt dagens Ukraina. 

### Slavernas ursprung
Slaviska folk hade spritt sig, troligen från ett ursprungligt område kring Karpaterna, i en västslavisk gren upp mot Polen, Tjeckien och Slovakien, en sydslavisk gren mot Balkan och en östslavisk ut över Ukrainas skog- och skog-stäpps områden och framför allt bosatt sig längs floderna. De levde framför allt av jordbruk och boskapsskötsel samt en del jakt, fiske och biskötsel. Från 600-talet fram till idag blir östslaverna den dominerande etniska gruppen i framtida statsbildningar i östra Europa.
Det som skulle bli staden Kiev grundades av Rurik, en varjag från Roslagen och växte fram till ett viktigt bebyggelsecentrum vid floden Dnepr. Andra viktiga områden var floddalen kring Volgas nedre lopp och floderna Dnestr och Södra Bug i västra Ukraina eller dagens Moldavien. 
Innan kristendomen kom till slaverna utövade de för det mesta en sorts hednisk religion med olika inriktningar, som något liknar den fornnordiska. Ritualer och offer utfördes dock likt den keltiska och till skillnad från den germanska traditionen enbart av särskilda präster. Det finns i stort sett inga lämningar från offerplatser eller avgudar, då dessa noggrant har förstörts efter kristendomens intåg. Kyrkan fick ändock anpassa sig en hel del efter hedniska traditioner och högtider som i mindre utsträckning finns kvar än idag, särskilt bland de ortodoxa syd- och östslaverna. Till dessa räknas bland andra "Ivana Kupala" och "Maslenitsa" – motsvarigheter till svenska midsommar och Valborgsmässoafton.

## Kievriket
Kievriket grundades av ruser eller svear från Roslagen (jämför med finskans Ruotsi, det vill säga vikingar eller varjager) och var från 800-talet till mitten av 1200-talet ett rike som sträckte sig över dagens västra Ukraina, Belarus och delar av dagens Ryssland, med centrum i Dneprdalen och staden Kiev. Det beskrivs på flera håll som en tidig företrädare för (proto)rysk/rusisk kultur och var en direkt föregångare både till Ryssland och senare rutenska/protoukrainska statsbildningar.
Att det huvudsakligen var svenska varjager som hade ledningen i det uppväxande ryska väldet visar de många namn som är bevarade i de ryska fördragen med grekerna från åren 911 och 945 samt i andra källor. Dessa namn är nästan samtliga svenska och har motsvarigheter på Mälardalens runstenar. De varjagiska herrarna satte sig inte i besittning av slavernas jord och ingrep åtminstone till en början föga i deras liv och vanor. De ansvarade för slavernas försvar utåt, skipade rätt och uppbar skatter.
Den svenska hären medförde inte från början kvinnor, och så var inte heller fallet med de senare inflyttade krigarskaror som kallades över havet av furstarna. De tog sig därför slaviska hustrur och älskarinnor och sammansmälte snart med den inhemska befolkningen till språk, religion och seder – dock utan att förlora sin ställning som en härskarklass av krigare.
Nationalencyklopedin definierar rikets kultur som kievrysk, detta till skillnad från den moskvaryska kultur som ledde till bildandet av dagens Ryssland.

## Gyllene horden
År 1223 anföll mongolerna för första gången, men misslyckades. Oreda och träta i Kievriket gjorde att ett nytt mongoliskt anfall år 1227 blev framgångsrikt. Det fallna Kievriket blev ett lydrike under det mongoliska välde som kom att kallas Gyllene horden, som endast hade tjänstemän på plats. Återkommande uppror kvävdes av ridande arméer som snabbt var på plats.
Mongolerna krävde sammanlagt kring 10 % av alla inkomster i skatt av alla ockuperade delar av det forna Kievriket. Det blev furstarnas uppgift att driva in skatten. Adeln var dock skattebefriad. Kyrkan var också skattebefriad, men fick utstå förnedringen att måst omnämna den mongoliska khanen i sina böner. Mongolerna hade inget intresse i att ta över hela samhällen, utan nöjde sig med att vasallisera de regionala furstarna.
De furstendömen som hade sprungit ur Kievriket levde förhållandevis fritt under mongolerna och kunde fortsätta sina maktkamper sinsemellan. Novgorod blomstrade trots skatter till mongolerna. En maktbalans var viktig för mongolerna, då detta skulle innebära att ingen skulle växa sig stark och utgöra ett hot.
Mongolerna understödde Moskvaregionen i tron att den var svagast. Moskva expanderade genom krig, arv, kolonisation och gifte. Under slutet av 1300-talet återhämtade sig de forna Kievfurstendömena ur en svagare period. Mongolerna led nederlag inför Moskvas furste Dmitrij Donskoj i slaget vid Kulikovo år 1380. Mongolriket krympte och splittrades i tre khanat: Kazankhanatet, Krimkhanatet och Astrachankhanatet.
I den officiella kinesiska historieskrivningen beskrivs det mongoliska väldet som att en kinesiska minoritet grep makten i Kina, och sedan utvidgade det kinesiska väldet. Perioden för det mongoliska väldet uppfattas därför i Kina som en kinesisk storhetstid, då Kina sträckte sig från Asien till Europa, snarare än som en tid av kinesisk politisk underkastelse under mongolerna.

## Moskvas expansion
Ivan III (den store, regent från 1462) frigjorde storfurstendömet Moskva från det mongoliska väldet och upprättade grunden till vad som skulle komma att bli det moderna Ryssland. Han bröt 1480 med khanerna i Saraj. Under upprepade fälttåg utökades Moskvas territorier till att omfatta det nordliga och nordöstliga Ryssland. Ivan III gifte sig med Zoë, brorsdotter till den siste kejsaren av Bysans. Tillsammans med henne kom skulptörer, konstnärer och arkitekter till Moskva. Kreml byggdes som det ser ut idag. Dubbelörnen togs som statsvapen. Ivan III kallade sig självhärskare, det vill säga ej godkänd av khanen, och kristenhetens ledare.
År 1480 möttes mongolerna och ryssarna vid floden Ogra i vad som kallas "den stående striden". Det blev aldrig något större slag då båda sidor räknade med och väntade på understöd från litauerna. Detta var sista gången mongolerna hotade Moskva. Mongolinvasionen varade i närmare 250 år. Ivan III regerade intill sin död år 1505.
Bysans var fortfarande en förebild för Ryssland, men efter invasionen övertogs vissa mongoliska företeelser som skatte- och postsystem, stridsutrustning och vissa ord (häst, post, pengar).

## Tsartiden

### Tsarryssland
Ivan IV, eller Ivan den förskräcklige, besteg tronen vid tre års ålder 1533. År 1547, när han var 16 år, tog han sig titeln tsar, vilket ingen rysk regent offentligt gjort tidigare, och självhärskare över hela Ryssland. Han tog då makten från bojarerna och regerade sedan dess som enväldigt statshuvud. Han omformade lagstiftning, rustade en modern armé med eldvapen och grundade en hemlig polis för att hålla sina undersåtar i kontroll. För att befästa sin makt underkuvade han också den ortodoxa kyrkan till staten. Under hans tid som tsar lät han döda många riktiga och inbillade motståndare, han lät även döda sin egen son Ivan (som var tronföljare) och dennes hustru. Ivan IV:s utrikespolitik gick ut på att försöka expandera Ryssland åt väster, detta misslyckades i krig med Sverige, Polen-Litauen och Tyska orden.
Ivan IV erövrade de försvagade khanaten Kazan och Astrachan inom fyra år mellan 1552 och 1556 och genom detta expanderade sitt rike markant och fick tillträde till Volga. I samband med dessa krig deklarerade Ivan att alla adelns medlemmar måste betjäna tsaren om de vill hålla kvar sina lantegendomar. År 1557 började han ett svårt krig mot Polen-Litauen som höll på i 25 år. Under hans period öppnade Ryssland också nya handelsförbindelser med engelska handelsmän via Archangelsks hamn.
På sin regentperiods andra hälft tog Ivan ännu hårdare grepp om den ryska befolkningen. Först krossade han de opponerade bojarerna med terror och delade ut deras lantegendom till den lojala lågadeln. Livegenskap skärptes ytterligare och också stadsbefolkning knöts till deras städer. Böndernas förhållanden blev så tunga att fler och fler av dem flydde söderut för att ansluta sig till kosackerna.
Efter Ivan IV:s död 1584 efterträddes han av sin sjuke och handikappade son Fjodor. Fjodor dog 1598; efter detta vidtog en kaotisk period av krig och statskupper som kallas "den stora oredan" (1598–1613) där polska och svenska arméer invaderade. Planer fanns på att göra Gustav II Adolfs bror Karl Filip till rysk tsar. Planerna omintetgjordes emellertid när Mikael I av Romanovs ätt valdes till tsar 1613. Mikael efterträddes av sin son Aleksej I, som i sin tur efterträddes av Fjodor III. Efter Fjodors död 1682 styrde Ivan V i 14 år. Han efterträddes av sin halvbror Peter I den store 1697.
År 1700 anfölls Estland av ryska trupper under Peter den stores ledning. Estland styrdes då av Sverige (se vidare Stora nordiska kriget). År 1703 lät Peter börja bygga den nya huvudstaden Sankt Petersburg. Trots att staden officiellt låg på svensk mark blev den ny huvudstad redan 1712. Dessförinnan – den 3 juli 1710 – segrade ryssarna i Riga varpå den svenska överhögheten över Livland var bruten. I freden i Nystad 1721 avträdde Sverige sina baltiska besittningar samt Ingermanland och Kexholms län. Efter freden i Nystad tillade Peter till sin titel "imperator".

### Kejsardömet Ryssland
Ryssland drogs med i Napoleonkrigen. Genom seger i 1808-09 års krig mot Sverige erövrades Finland, vilket införlivades som ett generalguvernement i kejsardömet Ryssland. Frankrikes arméer angrep Ryssland och intog 1812 Moskva, utan att denna erövring på något sätt innebar ett franskt genombrott. Snarare motsatsen, eftersom stora delar av de franska stridskrafterna dukade under återtåget mot hemlandet. Under Wienkongressen som följde Napoleonkrigen spelade Ryssland en stark roll som konservativ kraft under tsaren Alexander I. Att Ryssland inte var någon militär stormakt vid 1800-talets mitt blev tydligt under Krimkriget. Under krigsåren 1853 till 1856 led Ryssland nederlag mot Storbritannien, Osmanska riket och Frankrike. Livegenskapen i Ryssland kom att upphävas 1861. I några av provinserna – bland annat Baltikum – hade den upphävts redan tidigare. Ryskt nederlag blev facit även efter rysk-japanska kriget 1904–1905. 
Under 1900-talets början uttrycktes missnöje mot statsmakten och krav på förändring spred sig bland folket runtom i Europa. I Ryssland ledde omfattande strejker bland arbetare i städerna och protester på landsbygden till att Ryska revolutionen 1905 bröt ut. Tsar Nikolaj II svarade med att placera ut soldater som besköt demonstranterna och flera dog. Detta besvarades med världens ditintills största generalstrejker och uppror. Oroligheter utbröt på många håll i kejsardömet. Det var gatustrider i städerna och på landsbygden tog fattiga lantarbetare lagen i egna händer. Nikolaj II tvingades lätta på makten och tillät nu för första gången arbetarna att sätta upp arbetarråd, så kallade sovjeter. Tsarmakten gav först löften om ekonomiska och demokratiska reformer, men slog sedan hårt tillbaka, och duman, folkförsamlingen som instiftats efter oroligheterna 1905, blev i praktiken maktlös.
Panslavistiska strävanden präglade den ryska utrikespolitiken under tiden vid första världskrigets utbrott. Ryssland drogs med i kriget när Serbien angreps av Österrike-Ungern samtidigt som dubbelmonarkins allierade Tyskland anföll Ryssland sedan denna mobiliserat.

## Sovjetunionen
De revolutionära stämningarna i Ryssland fortsatte och bristen på mat kulminerade i februarirevolutionen 1917 mot tsarväldet. Tsaren försökte återigen återupprätta kontrollen över landet och soldater sändes ut för att skingra massorna, det slutade dock med att soldaterna sköt sina officerare och ställde sig på demonstranternas sida. Tsaren hade nu inget annat val än att abdikera. En provisorisk regering under Aleksandr Kerenskij installerades. Bolsjevikerna var emellertid de som hade störst inflytande i arbetarråden. Rysslands förluster och nederlag i det pågående första världskriget gjorde att den stora opinionen vände sig mot den provisoriska regeringen som valt att fortsätta kriget. Man krävde mer makt åt sovjeterna, och bolsjevikerna var med bland annat med de mer ledande Lenin och Zinovjev de som hade den egentliga makten i huvudstaden Petrograd (nuvarande Sankt Petersburg). De fick allt större stöd, och även inom majoritetspartiet, "Socialistrevolutionärerna", som var Kerenskijs parti, valde medlemmar att gå över till bolsjevikerna som utlovade förändring.
I oktoberrevolutionen den 25 oktober 1917 tog bolsjevikerna makten i Petrograd och kunde upprätta regering efter en i det närmaste oblodig revolution. Ryska SFSR bildades och efter fredsförhandlingarna Brest-Litovsk drog sig Ryssland ur kriget den 3 mars 1918. Ryska inbördeskriget 1918-1922 utkämpades mellan röda armén och den vita armén som var understödd av flera länder som tidigare varit på samma sida om Ryssland i första världskriget. Efter att röda armén lyckats försvara revolutionen utropades Sovjetunionen den 30 december 1922.
Lenin som varit ledaren för bolsjevikerna samt ordförande i Ryska SFSR efterträddes av Josef Stalin som var generalsekreterare i centralkommittén 1922 efter en maktkamp med Lev Trotskij och hans fraktion inom kommunistpartiet. Stalin industrialiserade Sovjetunionen och skapade en stormakt av det tidigare omoderna landet. Hans tid vid makten kom också att kännetecknas av en utbredd personkult och utrensningar av oliktänkande.
Under andra världskriget fördes ett utplåningskrig mellan Tyskland och Sovjetunionen, sedan Hitler beordrat Operation Barbarossa 1941, under vilket flera sovjetiska städer var belägrade av tyska soldater under lång tid. I slutändan knäcktes dock Tyskland av Sovjetunionens industri, dess stora befolkning och kalla vintrar. Den enorma fronten i öster slukade mer resurser än vad det nazityska riket kunde producera. Sovjetunionen fick dock betala dyrt för sin seger med 10 700 000 döda soldater, 11 400 000 döda civila och ett sönderbombat och plundrat land. Försvarskriget och motoffensiven från Sovjetunionens sida brukar i Ryssland benämnas "Det stora fosterländska kriget" och segern firas varje år den 9 maj, dagen då tyskarna kapitulerade.
Andra världskriget följdes snabbt av en konflikt med främst USA, vilken kom att kallas det kalla kriget. Konflikten ledde aldrig till öppet krig utan utkämpades främst på en industriell nivå samt att de båda blocken gav stöd till varsin part i en konflikt inom eller mellan andra länder. Sovjetunionen hade en gynnsam position utrikes som motståndare till "Nordamerikansk imperialism" vilket ledde till att Sovjetunionen hade stort stöd hos befolkningen i den koloniserade världen i Afrika, Latinamerika, Asien och Mellanöstern. Sovjetunionen hade även många framgångar i början då man till exempel chockade motståndaren genom att skicka upp den första satelliten och senare den första människan i omloppsbana runt jorden. Ryssarna genomförde också den första obemannade landningen på månen, som verifierades av ett chockat Storbritannien och har än idag (2007) som enda stat skickat upp en helt automatiserad obemannad rymdfärja, Buran (ryska för snöstorm) för att sedan landa den igen (1988). Det kan nämnas att rymdfärjan aldrig hade någon bemannad besättning, då anslaget drogs in för projektet efter Sovjetunionens kollaps.
Under senare delen av 1980-talet började ledaren för det kommunistiska partiet, Michail Gorbatjov, reformera landets ekonomi, och tog små steg mot att skapa en demokrati med en västeuropeisk stat som mall. Slagorden för hans kampanj blev glasnost (ryska för 'öppenhet') och perestrojka (ryska för 'ombyggnad'). Försöken skapade dock katastrofala socio-ekonomiska förhållanden i Östeuropa, vilket kulminerade med Sovjetunionens kollaps efter en misslyckad militärkupp 1991. Ryssland förklarade sig vara en självständig stat 24 augusti 1991 och Sovjetunionen upplöstes officiellt 26 december samma år.

## Ryska federationen
Efter Moskvakuppen upplöstes kommunistpartiet och förbjöds att verka. En lösare union – OSS (Oberoende staters samvälde) bildades mellan Ryssland, Belarus och Ukraina i december 1991. Den 25 december avgick Gorbatjov som Sovjetunionens president. Därmed slutade Sovjetunionen att existera.
President Boris Jeltsin fick stöd av parlamentet för en serie radikala reformer i marknadsekonomisk riktning. Under regeringen under Jegor Gajdar infördes fri prissättning på varor. Priserna chockhöjdes och inflationen gjorde ryssarnas reservkapital värdelöst. I parlamentet växte motståndet mot regeringens politik och Gajdars byttes ut mot Viktor Tjernomyrdin. Det tidiga 1990-talet präglades av maktkamp mellan parlamentet och presidentämbetet. I september upplöste president Jeltsin folkförsamlingen, något som flera partier uppfattade som en statskupp. Sannolikt uppfattade de ryska parlamentarikerna sig som konstitutionens försvarare när de vägrade ge sig och barrikaderade sig i det så kallade Vita huset. Det uppstod stridigheter om tv-tornet Ostankino och rådhuset i Moskva. Dramat fick en blodig upplösning den 5 oktober då presidenten beordrade kanoneld mot parlamentshuset. Omkring 150 personer skall ha dödats i attacken.
1994 röstade en majoritet av ryssarna för en ny grundlag. Konstitutionen stärkte presidentens makt. 
Oroligheterna i Tjetjenien växte till regelrätt krig. 
I val till parlamentet i december 1995 hade det nya kommunistpartiet under ledning av Gennadij Ziuganov stora framgångar. Ziuganov utmanade året därpå Jeltsin i presidentvalet, men kommunistledaren förlorade i andra valomgången.
Jeltsin ville genomföra ett stort privatiseringsprogram, som berörde hela Ryssland, syftande till att stärka landets ekonomi och konkurrenskraft. Men det blev många konstigheter, där fabriker, oljefält m.m. bytte ägare för struntsummor eller genom rent kriminella metoder. Rysslands BNP sjönk dramatiskt och problemen förvärrades av försöken att införa kapitalism. 
Sommaren 1998 rasade taket in över den ryska ekonomin vilket (tillsammans med krisen i Brasilien) ledde till återverkningar för hela världsekonomin. Regeringen tillgrep drastiska åtgärder för att försvara rubelns värde, minska budgetunderskottet och hindra utflödet av valuta. Inget tycktes hjälpa och till slut gav man upp försvaret av kursen på den ryska valutan. Börsen tvärdök och banker gick omkull samtidigt som priserna skenade. I slutet av Boris Jeltsins presidenttid stabiliserades dock det ekonomiska läget. 
Den ryske presidentens hälsa hade sviktat flera år när Jeltsin 1999 utnämnde Vladimir Putin till ny premiärminister och även lanserade denne som sin presidentkandidat till valet 2000. Putin vann valet i mars. Redan i första omgången fick han mer än 50 procent av rösterna.
Putin har agerat kraftfullt på minst tre områden: administrativt, i Kaukasien och mot de så kallade oligarkerna: 
- Landet indelades i sju distrikt, där en statlig representant övervakar att statliga beslut verkställs.

- En grupp islamister under Sjamil Basajev vållade oroligheter i provinsen Dagestan. Armén gick till storoffensiv och lyckades fördriva rebellerna. Putin gick vidare till Tjetjenien för att sätta ett permanent stopp för det tjetjenska upproret. Beslutet att föra ett regelrätt inbördeskrig var i det närmaste okontroversiellt i den ryska politiken, efter att tjetjenska terrorister angripit ryska civila mål, bland annat i Moskva.

- Den ekonomiska makten koncentrerades i ett fåtal händer, de så kallade oligarkerna. Putin har, enligt Utrikespolitiska institutet, proklamerat att oligarkerna inte längre kan räkna med att slippa undan sina skatteskulder och att "lagens diktatur" också skulle gälla finansvärldens mäktiga.

Vladimir Putin styre har hittills varit auktoritärt, där makten har förskjutits från parlamentet till presidentämbetet. Statsfinanserna har stärkts och BNP har vuxit. Idag ligger tillväxten på runt 6,5 procent per år. Den fria pressen arbetar under svåra villkor och av allt att döma anstränger sig Putin hårt för att utmanövrera seriösa politiska utmanare, som oljemagnaten Michail Chodorkovskij. Denne var tidigare genom sitt ägarskap i oljebolaget Yukos Rysslands rikaste man. Chodorkovskij ställdes inför rätta och dömdes för skattebrott och avtjänar nu (2006) ett flerårigt fängelsestraff i Sibirien.
Putins oberoende har ifrågasatts. Det har påståtts att han från början var finansmagnaten Boris Berezovskij viljelösa redskap. Berezovskij, med egen tv-kanal och pr-maskin, skulle ha skapat politikern och massmedieidolen Putin.
År 2008 valdes Dmitrij Medvedev, med stöd av Vladimir Putin, till Rysslands tredje president och Putin blev då premiärminister. Medvedev ansågs i väst vara mer liberal och mindre auktoritär än Putin. Medvedev fokuserade mycket på ”kriget mot korruptionen” och framförallt den korrupta polisen, men trots vissa framsteg kvarstår problemen. Den 7 maj 2012 återinträdde Putin återigen på presidentämbetet efter att ha styrt i bakgrunden under fyra år, och Medvedev började att fungera sedan dess som premiärminister. Tillbaka på presidentposten genomdrev Putin en hårdare kontroll av det politiska livet samtidigt som han stärkte Rysslands inflytande utomlands. Erövringen av Krim från Ukraina våren 2014 (se Krimkrisen) liksom det ryska engagemanget i Syrien från 2015 fick Putins popularitet att skjuta i höjden. 2018 valdes han om utan konkurrens men därefter dalade opinionssiffrorna till följd av en rad inrikespolitiska problem. Oberoende av detta har Putin lyckats skapa en situation där han har möjlighet att sitta kvar på sin post till 2036. 
I september 2021 fick Putins parti Enade Ryssland ungefär hälften av rösterna, en nedgång från förra valet men det gav fortfarande en betryggande majoritet i duman. För första gången sedan 1993 tilläts inga valobservatörer från organisationen för säkerhet och samarbete i Europa, OSSE, bevaka valet, vallokalerna och rösträkningen.  Den oberoende valövervakningsorganisationen Golos redogjorde för tusentals rapporter om oegentligheter i samband med dumavalet. Ett omfattande valfusk förekom såväl kring själva valet som kring rösträkningen och den digitala röstningen manipulerades. Enade Ryssland behöll två tredjedelars majoritet i underhuset, duman.